# Gran Premi del Japó del 1997

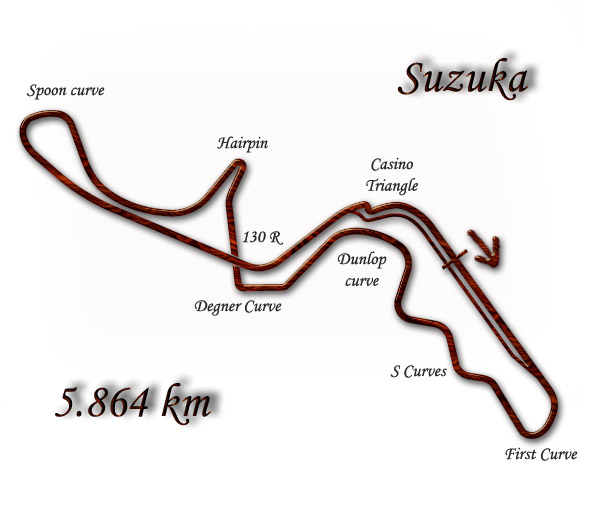
Mapa del circuit de Suzuka.

Resultats del Gran Premi del Japó de Fórmula 1 de la temporada 1997 disputat al circuit de Suzuka el 12 d'octubre del 1997.

## Resultats
| Pos | No | Pilot                 | Equip                 | Voltes | Temps/ Retirada              | Pos. de sortida | Punts |
| --- | -- | --------------------- | --------------------- | ------ | ---------------------------- | --------------- | ----- |
| 1   | 5  | Michael Schumacher    | Ferrari               | 53     | 1h 29' 48. 446               | 2               | 10    |
| 2   | 4  | Heinz-Harald Frentzen | Williams - Renault    | 53     | + 1.378 s                    | 6               | 6     |
| 3   | 6  | Eddie Irvine          | Ferrari               | 53     | + 26.384 s                   | 3               | 4     |
| 4   | 9  | Mika Häkkinen         | McLaren - Mercedes    | 53     | + 27.129 s                   | 4               | 3     |
| 5   | 7  | Jean Alesi            | Benetton - Renault    | 53     | + 40.403 s                   | 7               | 2     |
| 6   | 16 | Johnny Herbert        | Sauber - Petronas     | 53     | + 41.630 s                   | 8               | 1     |
| 7   | 12 | Giancarlo Fisichella  | Jordan - Peugeot      | 53     | + 56.825 s                   | 9               |       |
| 8   | 8  | Gerhard Berger        | Benetton - Renault    | 53     | + 1' 00.429 min.             | 5               |       |
| 9   | 11 | Ralf Schumacher       | Jordan - Peugeot      | 53     | + 1' 22.036 min.             | 13              |       |
| 10  | 10 | David Coulthard       | McLaren - Mercedes    | 52     | Motor (a 1 v.)               | 11              |       |
| 11  | 1  | Damon Hill            | Arrows - Yamaha       | 52     | + 1 Volta                    | 17              |       |
| 12  | 2  | Pedro Diniz           | Arrows - Yamaha       | 52     | + 1 Volta                    | 16              |       |
| 13  | 18 | Jos Verstappen        | Tyrrell - Ford        | 52     | + 1 Volta                    | 21              |       |
| DSQ | 3  | Jacques Villeneuve    | Williams - Renault    | 53     | Cas omís banderes            | 1               |       |
| Ret | 21 | Tarso Marques         | Minardi - Hart        | 46     | Caixa canvi                  | 20              |       |
| Ret | 19 | Mika Salo             | Tyrrell - Ford        | 46     | Motor                        | 22              |       |
| Ret | 14 | Olivier Panis         | Prost - Mugen – Honda | 36     | Motor                        | 10              |       |
| Ret | 15 | Shinji Nakano         | Prost - Mugen – Honda | 22     | Rodes                        | 10              |       |
| Ret | 20 | Ukyo Katayama         | Minardi - Hart        | 8      | Motor                        | 19              |       |
| Ret | 22 | Rubens Barrichello    | Stewart - Ford        | 6      | Virolla                      | 12              |       |
| Ret | 23 | Jan Magnussen         | Stewart - Ford        | 3      | Virolla                      | 14              |       |
| NVS | 17 | Gianni Morbidelli     | Sauber - Petronas     | 0      | Accident en els entrenaments | 0               |       |

## Altres
- Pole: Jacques Villeneuve 1' 36. 071

- Volta ràpida: Heinz-Harald Frentzen 1' 38. 942 (a la volta 48)